# Micronereis bodegae
Micronereis bodegae är en ringmaskart som först beskrevs av Fauchald och Belman 1971.  Micronereis bodegae ingår i släktet Micronereis och familjen Nereididae. Inga underarter finns listade i Catalogue of Life.